# Linus (revista)
Linus é uma revista em quadrinhos italiana, publicada pela primeira vez em Abril de 1965 pela Milano Libri, subsidiária da Rizzoli.